# 특수전학교
특수전학교(特殊戰學敎, Special Warfare school)는 대한민국 육군의 특전사를 양성하기 위해 교육·훈련을 담당하는 군사 학교이다.

## 역사
특수전학교는 1951년에 특수전교육단으로 창설되었다. 이후 1996년 육군교육사령부로 예속되어 '특수전학교'로 불렸으나 1999년에 육군특수전사령부로 예속되면서 다시 '특수전교육단'로 변경되었다.
2012년 특공대 및 수색대의 정예화를 위해 특공수색교육대를 창설하고, 각각 초급 수색과정과 초급 특공대 과정을 신설하였다. 3개월 전부터 모집한 1기생들을 모아 6월 25일부터 첫 교육을 시작하였다.
2016년 5월 23일, 특공 및 수색 고급 과정을 신설하였다.
10월 1일, 부대 명칭을 특수전학교로 변경하였으며 현재까지 50여 만명의 정예 특수요원을 양성해왔다.

## 조직

### 지도부
- 교장 1명 준장
- 부교장 1명 준장
- 주임원사 1명 원사

### 부대
- 특수전교육대
- 특공수색교육대, 2012년
  - 적지종심작전반 - 수색대
  - 후방지역작전반 - 특공대

## 과정
- 특수작전최종공격통제관 (SOTAC); 2009년 신설[4]
- 초급 특공 및 수색과정 - 3주
- 중급 특공 및 수색과정 - 2주: 중사
- 고급 특공 및 수색과정 - 2주: 상사

## 기록

### 소속
- 육군교육사령부, 1996년
- 육군특수전사령부, 1999년

### 계보
- 1951년, 특수전교육대
- 198?년, 특수전교육단
- 1996년, 특수전학교
- 1999년, 특수전교육단
- 2016년 10월 1일, 특수전학교

## 지휘관
특수전학교, 교장
- 준장 이근표
- 준장 김용덕

## 같이 보기
- 대한민국 특공대
- 특수부대